# Hersilia clypealis
Espèce
Hersilia clypealis est une espèce d'araignées aranéomorphes de la famille des Hersiliidae.

## Distribution
Cette espèce est endémique de Thaïlande. Elle se rencontre dans le parc national de Khao Yai et dans le sanctuaire de faune de Khao Soi Dao.

## Description
La femelle mesure 7,6 mm.

## Publication originale
- Baehr & Baehr, 1993 : The Hersiliidae of the Oriental Region including New Guinea. Taxonomy, phylogeny, zoogeography (Arachnida, Araneae). Spixiana Supplement, vol. 19, p. 1-96 (texte intégral).